# 卡斯特拉諾瓦鄉
44°7′N 24°1′E / 44.117°N 24.017°E
卡斯特拉諾瓦鄉（羅馬尼亞語：Comuna Castranova, Dolj），是羅馬尼亞的鄉份，位於該國西南部，由多爾日縣負責管轄，面積68平方公里，海拔高度150米，2007年人口3,519，人口密度每平方公里52人。